# Hugues de Breteuil
Pour les articles homonymes, voir Famille de Breteuil et Breteuil.
Hugues de Breteuil est un religieux français du milieu du XIe siècle, issu de la maison de Breteuil, qui fut évêque de Langres de 1031 à 1049.

## Biographie
Il est le fils de Hilduin de Breteuil, vicomte de Chartres et comte de Breteuil, et de son épouse Emmeline.
Ancien disciple de Fulbert de Chartres, il est d'abord chanoine à Chartres. Il écrit très tôt un traité contre l'hérésie naissante de Bérenger de Tours,.
Son élection a lieu en présence d'Henri Ier, fils et successeur du roi Robert le Pieux.
Il commence son épiscopat de manière fort louable avec de nombreuses libéralités, avant d'agir de manière exécrable envers le clergé et le peuple puis d'être chassé de son siège. Il est présent au Concile de Reims qui se tient les 3, 4 et 5 octobre 1049 après avoir auparavant participé avec le pape Léon IX, à la consécration de la nouvelle église de l'abbaye Saint-Remi de Reims.
Après l'ouverture du concile, il accusa l'abbé de Pothières, de tous les méfaits ce qui provoqua sa déposition. Le lendemain après
un exposé par le cardinal Pierre, bibliothécaire et chancelier de l'Église romaine, donnant les détails des accusations qui furent édifiantes: simonie, homicide, adultères,  sodomie, extorsion  de  fonds, torture, violence, et  tyrannie.  Il fut à sa demande défendu par les archevêques de Besançon: Hugues Ier de Salins, qui était son voisin, et de Lyon: Halinard, qui était son métropolitain, et fut auparavant  son diocésain, tout en le restant pour l'abbaye Saint-Bénigne de Dijon. Il paraît qu'il reconnut avoir vendu des ordinations. Parmi les accusations, celles d'un clerc, à l'origine laïc et marié, père de famille, parti à l'armée pour le service du roi, l'évêque aurait fait enlever sa femme, puis après lui avoir fait violence, l'aurait fait enfermer dans un cloître. Un autre religieux, l'accusa de l'avoir emprisonné, torturé, et obligé de lui verser dix livres deniers. Hugues de Besançon est désigné pour plaider, mais au moment de prononcer sa plaidoirie, il est aphone. Le pape Léon bienveillant fait remettre au lendemain, mais ce jour venu l’évêque de Langres est absent. Il est aussitôt excommunié par contumace.
Il fait alors le pèlerinage à Rome pour obtenir la repentance du pape, qui lui aurait accordé sa grâce et rétabli sur son siège épiscopal. Il aurait toutefois refusé et préféré se retirer à l'abbaye Saint-Vanne de Verdun, où son frère Valéran de Breteuil était abbé, et y serait mort peu de temps après, même si certaines sources du XIXe siècle prétendent qu'il serait mort sur le chemin du retour,.

### Liens
- Notices dans des dictionnaires ou encyclopédies généralistes :   - Deutsche Biographie
  - Treccani
- Notices d'autorité :   - VIAF
  - ISNI
  - BnF (données)
  - IdRef
  - GND